# Marked for Death (album de musique)
Albums de Emma Ruth Rundle
Some Heavy Ocean
(2014) On Dark Horses
(2018)
Marked for Death est le troisième album solo de l'artiste Emma Ruth Rundle. Il sort le 30 septembre 2016 sur le label Sargent House. Il marque le retour de Emma Ruth Rundle à son projet solo après avoir sorti Salome, premier album du groupe post-rock Marriages, en 2015.

## Liste des titres
| 1.    | Marked for Death | 03:39 |
| 2.    | Protection       | 04:58 |
| 3.    | Medusa           | 05:19 |
| 4.    | Hand of God      | 04:34 |
| 5.    | Heaven           | 05:09 |
| 6.    | So, Come         | 04:24 |
| 7.    | Furious Angel    | 04:15 |
| 8.    | Real Big Sky     | 05:53 |
| 38:11 |                  |       |

## Réception
Marked for Death, comme son prédécesseur est accueilli favorablement par les critiques. Les nouvelles compositions de Emma Ruth Rundle incorporent plus d'éléments Post-rock, Shoegaze et Sludge que le précédent album. Les guitares sont plus présentes et participent à la montée en tension des différents morceaux. Le chant souvent rapproché de ceux de PJ Harvey, Chelsea Wolfe ou Dolores O’Riordan est particulièrement apprécié, notamment dans sa capacité à passer "de cassé à planant à sauvage en une seule mesure". Ce qui permet de faire vivre les textes aux thématiques sombres, bien qu'ils soient jugés comme le point faible du disque.  

## Crédits
- Emma Ruth Rundle : Chant, guitares, composition, production, photographies, pochette

- Andrea Calderon : Violon, harmonie vocale
- Andrew Clinco : Batterie, percussions
- Troy Zeigler : Basse
- Aurielle Zeitler : Harmonies vocales
- Sonny DiPerri : Ingénieur, Mixage, Producteur
- Jason Adams : Ingénieur, Studio Assistant
- Adam Gonsalves : Mastering
- Cathy Pellow : Management